# Catuna conjuncta
Catuna conjuncta är en fjärilsart som beskrevs av Aurivillius 1922. Catuna conjuncta ingår i släktet Catuna och familjen praktfjärilar. Inga underarter finns listade i Catalogue of Life.